# Kochbuch

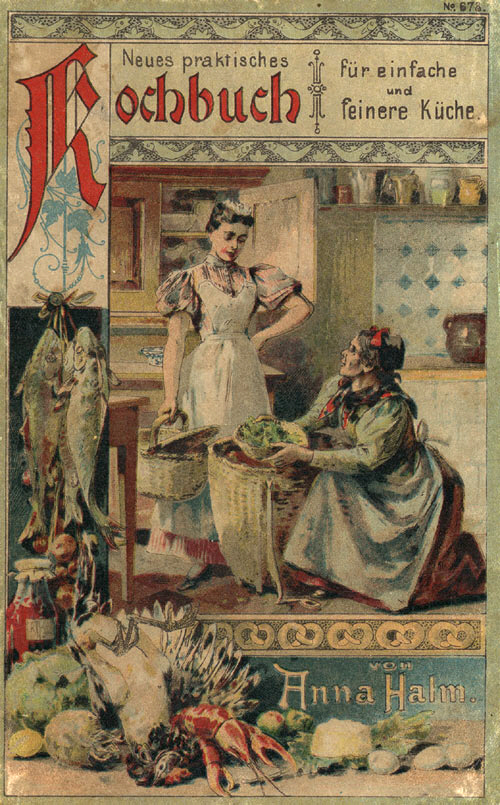
Anna Halm: Neues praktisches Kochbuch, 1900

Kochbücher sind Sachbücher bzw. Fachbücher und beschreiben in Rezepten die Zubereitung von Speisen. Sie sind grob in drei Kategorien zu unterteilen:
- Nüchterne, ausführliche Rezeptsammlungen für Berufsköche,
- Lehrbücher mit Standardrezepten für Anfänger, die auch allgemein in Küchentechniken einführen und Warenkunde bieten („Schulkochbücher“),
- Bücher für Hobbyköche, in der Regel üppig illustriert, gehen oft auch anekdotisch auf Zutaten und Esskultur ein.

Das Kochbuch ging aus der medizinischen Literatur der Antike und der medizinisch-diätetischen Fachliteratur des Mittelalters hervor. Der Begriff „Rezept“ für die Kochanweisung weist auf die Verbindung zwischen Heilkunst und Ernährung hin. Auch in der chemischen Industrie steht „Rezeptur“ für eine Liste chemischer Stoffe zur Bereitung eines anderen chemischen Stoffes. So schrieben Ärzte im alten Griechenland nicht nur Rezepte für Medikamente, sondern auch für Gerichte (Diät).

## Entwicklung der deutschen Kochbuchliteratur
Sowohl gelernte Köche mit gutem Ruf als auch erfahrene Hausmütter schrieben Kochbücher. Oft fehlte die gegenseitige Anerkennung. Meist erschien ein neues Kochbuch mit dem Anspruch, besser, praktischer und erprobter zu sein als die bisherigen. Kochbücher wurden und werden eher nur teilweise zur Kenntnis genommen.
Auch klafften Anspruch und Wirklichkeit in vielen Teilen weit auseinander – so in allgemeinen Angaben, beispielsweise bei vorgeschlagenen Menus in Kochbüchern vor dem Ersten Weltkrieg mit zwei warmen Mahlzeiten am Tag, jeweils in mehreren Gängen.
Kochtechnisch sind im deutschsprachigen Raum zwei Geschichtsabschnitte zu unterscheiden. Die mittelalterliche Küche verfremdete die Zutaten stark, überwürzte und zerkochte, gab würzige Tunken und Saucen bei. Zudem spielte der medizinische Aspekt bei der Speisenzubereitung eine starke Rolle. So ist auch die erste deutsche Rezeptsammlung, das Buch von guter Speise, ein Anhang eines Tierarzneibuches, und beispielsweise auch das wohl einer Klosterküche zuzuordnende Salzburger Kochbuch aus dem 15. Jahrhundert ist eine mit human- und tiermedizinischen Texten zusammengebundene Handschrift. Die Angaben wurden in jener Zeit eher knapp gehalten. Mengen-, Temperatur- und Zeitangaben fehlten meist ganz, da für erfahrene oder lernende Köche geschrieben wurde, die auch nach ungenauen Angaben Gerichte zubereiten konnten oder es von einem Lehrmeister erfuhren.
Deutsche handschriftliche Fixierungen von Rezepten aus dem Mittelalter sind selten – nicht nur, weil Pergament ein zu teurer Rohstoff für solche relativ profanen Zwecke war, sondern auch schlicht, weil Köche damals für gewöhnlich weder schreiben noch lesen konnten, also auch keine Bücher brauchen konnten. In Klöstern und Adelshöfen wurden dennoch Rezeptsammlungen angelegt, jedoch – wie auch das oben erwähnte Salzburger Kochbuch – eher für außergewöhnliche Rezepturen und Fastenspeisen. Die Zubereitungsweise der mittelalterlichen Küche ist viel besser nachzuvollziehen, wenn man bedenkt, dass allen Speisen bestimmte Wirkungen zugeordnet wurden, die – richtig gemischt und temperiert – innerhalb eines Menschen ein gesundes Gleichgewicht erzeugen sollten.
Mit dem ausgehenden 17. Jahrhundert fand dann die modernere französische und auch italienische Kochweise immer stärker Niederschlag in der deutschen Kochbuchliteratur. Die Gerichte wurden naturbelassener, unter Aufwertung des Eigengeschmacks, serviert. Auch die Kunst der Sauce wurde eingeführt. Es ist daher, abgesehen vom sprachlichen Aspekt, leichter, sich in ein Kochbuch dieser Zeit einzuarbeiten als in eines aus dem 14./15. Jahrhundert.
In den früheren Kochbüchern finden sich Anweisungen über die Reihenfolge und Anordnung der Gerichte, den Aufbau einer Tafel und Menüvorschläge für verschiedene Anlässe. Auch wurden oft Spezialthemen, wie das Tranchieren, die Heilkunst, das Parfümieren o. Ä. angesprochen. Die altdeutschen Autoren schrieben zwar nicht gerade voneinander ab, weil man sich aber an Standardvorschriften aus älteren Quellen, wie das Apicius-Kochbuch oder das Taillevent hielt, ähnelten sich die Rezepte auffallend. Auch häufiges Abschreiben, Missverständnisse o. Ä. machten manches schwer verständlich. Bis zum 17. Jahrhundert ist die Ausbeute an Kochbüchern noch relativ gering. Dann wird sie immer größer.
Im 19. Jahrhundert waren die Auflagen schon relativ groß. Auch das Erscheinungsbild des Kochbuchs geriet vielfältiger und aufwendiger. Die Illustrationen sind manchmal nur schmückendes Beiwerk bzw. von eher geringem Informationswert. Ab der Zeit der Reichsgründung 1871 wird der Ton der Kochbücher nationaler. Man vereinheitlichte Maße und Gewichte, gab oftmals eine Umrechnungstabelle bei. Produkte nationaler Kolonien werden den Lesern verstärkt vorgestellt und sogar Tipps gegeben, wie man einen Haushalt in den Kolonien führen sollte.
Vor allem ab der Wende zum 20. Jahrhundert bis etwa 1960 wiesen Vorworte häufig darauf hin, wie wichtig und löblich es sei, dass sich die Frau ausschließlich dem Haushalt und der Familie widme. Sich ausdrücklich an Köchinnen in städtisch-bürgerlichen Haushalten widmende Kochbücher sind erst seit dem 17. Jahrhundert belegt. Die Flut an Kochbüchern im 20. Jahrhundert ist überhaupt nicht mehr überschaubar. Ihr wesentlichstes Merkmal besteht in der zunehmenden Bebilderung, vor allem in der zweiten Hälfte des 20. Jahrhunderts. Manchen Büchern kann man sogar vorwerfen, dass die Anleitungen gegenüber den Abbildungen viel zu kurz kommen.
Den Übergang von der mittelalterlichen Schreibweise zur modernen Form kann man auch an der innerhalb eines Buches gleichbleibenden rezepteinleitenden Formulierung erkennen: Der einleitende Ausspruch „Item“ (Ferner) bzw. „Wiltu machen …“, veränderte sich zu „Nimm …“ (lateinisch recipe) und dann zur bekannten von Henriette Davidis verwendeten Formulierung „Man nehme …“

## Bedeutende Werke in chronologischer Reihenfolge

### Altertum
Die ältesten Kochbücher kommen aus dem Orient. Das früheste bekannte indische ist das Vasavarajeyam, das in altem Sanskrit abgefasst ist und bis zu 3500 Jahre alt sein könnte.
Das chinesische Liji (Buch der Riten) entstand etwa 500 bis 100 vor Christus. Es enthält unter anderem detaillierte Schilderungen von Menus und Gerichten, darunter erstmals Rezepte für „Acht Köstlichkeiten“. Mit Gerichten des gleichen Namens, die heute noch auf der Speisekarte von chinesischen Restaurants stehen, haben diese frühen Rezepte allerdings nichts zu tun.
In der europäischen Antike entwickelte sich das Genre der Kochbücher gemeinsam mit der Professionalisierung des Berufs des Kochs, wie er etwa in der griechischen Komödie Eingang findet. Aus der Zeitwende stammt das römische Kochbuch De re coquinaria des Apicius. Es ist bis heute durch Benutzung überliefert und war noch im Mittelalter die beliebteste Rezeptsammlung in der damals bekannten europäischen Welt. Apicius galt als reicher Mann, der das gute Leben schätzte. Er soll sich umgebracht haben, als sein Vermögen nicht mehr zur Aufrechterhaltung seines gewohnt luxuriösen Lebensstils ausreichte. Der Autor des Buches ist er hingegen wohl nicht. Ein Koch namens Caelius hat vermutlich dieses Kochbuch verfasst und den berühmten Namen genutzt.

### Mittelalter
Eines der frühesten mittelalterlichen Kochbücher aus dem europäischen Raum ist der um 1300 verfasste Liber de Coquina. Die ältesten noch bekannten deutschen Aufzeichnungen sind eher zufällig zusammengekommene Rezeptsammlungen, welche Spezialkapitel von breiter angelegten, vor allem medizinischen, Sammlungen, bildeten, wie etwa das Würzburger Kochbuch daz buch von guter spîse, dessen erster Teil um 1350 entstand und somit als das älteste erhaltene deutsche Kochbuch gilt. Die in der 1389 angelegten Sammelhandschrift des Klerikers Hanko Döbringer aufgezeichneten Kochrezepte gehören ebenfalls zu den ältesten deutschsprachigen Kochrezepten. Um 1390 erschien das Forme of Cury, eine Sammlung von 205 Kochrezepten der Köche am Hofe von König Richard II von England. Im anonymen Werk Ménagier de Paris vom Ende des 14. Jahrhunderts sind neben Rezepten auch umfangreiche Hinweise auf die Führung eines Haushalts und Konservierung von Lebensmitteln zu finden.
In der arabischen Welt standen während der Abbasidenzeit (750–1258) Köche in hohem Ansehen. Aus dieser Zeit ist auch die älteste arabische Rezeptsammlung überliefert, das Kitab al Tabikh wah Islah al-Aghdhiyah al-Ma 'Kulat. Es soll u. a. Rezepte vom Bruder des Kalifen Hārūn ar-Raschīd enthalten.

### Spätmittelalter und Renaissance
In der Renaissance und mit der Entstehung des Bürgertums wurde damit begonnen, einfachere, bürgerliche Gerichte niederzuschreiben. Mit „bürgerlich“ war damals aber noch das wohlhabende Bürgertum gemeint, das in Kontakt mit Königen und Grafen stand.
Eines der ersten bürgerlichen Kochbücher ist der vom Guillaume Tirel um 1375 verfasste Le Viandier. Von diesem Buch wurden in den folgenden Jahrhunderten viele Rezepte übernommen. Das Du fait de cuisine wurde ab 1420 von Chiquart, dem Chefkoch am Hofe von Amadeus VIII. von Savoyen, verfasst.
In einer Basler Handschrift von etwa 1460 blieb die Rezeptsammlung des Meisters Hannsen, des von Wirtenberg Koch, erhalten. Es handelt sich dabei wohl um eine Abschrift einer älteren Rezeptsammlung.
Der Leibkoch des Bischofs von Aquileia, Maestro Martino aus Como, verfasste den Liber de arte coquinaria. Der Verwalter der päpstlichen Bibliothek, Bartolomeo Sacchi (Bartholomäus Platina) hatte es dann 1474 in leicht redigierter Form ins klassische Latein übersetzt und unter Beifügung einiger Kapitel zum guten Essen sowie der rechten Lebensweise unter dem Titel De Honesta Voluptate („Von der anständigen Wollüstigkeit“) 1475 in Rom herausgegeben. Daraus wurde der erste Kochbuch-Bestseller der Renaissance. Bis Mitte des 16. Jahrhunderts wurden mindestens 16 Auflagen gedruckt (Auch die deutsche Übersetzung von 1542 wurde sehr erfolgreich). Das älteste Kochbuch in mittelniederdeutscher Sprache entstand ebenfalls im 15. Jahrhundert.
Das zweite gedruckte Kochbuch ist die von einem schwäbischen Berufskoch verfasste, auch medizinische Rezepturen enthaltende Küchenmeisterei. Dieses erste in deutscher Sprache gedruckte Kochbuch gab Peter Wagner in Nürnberg erstmals 1485 als Kuchen maysterey heraus. Das erfolgreiche Buch enthält wie vorige Sammlungen Rezepte für die feine Küche. Es richtete sich an Meister der Kochkunst. Exakte Mengenangaben fehlen. Auch alltägliche Gerichte werden nicht beschrieben, sondern als bekannt vorausgesetzt. Nachdrucke mit geringen Änderungen und teilweise anderem Titel konnten bis 1674 nachgewiesen werden. Nachfolgend wurden sehr viele Kochbücher gedruckt, die sich sehr stark an Peter Wagner anlehnten. Selbständiger war die 1581 von Meister Sebastian in Frankfurt herausgegebene Koch- und Kellermeisterei. Aus den bekannteren, für die meisten unbezahlbaren Werken wurden auch Auszüge erstellt, die man bei fliegenden Händlern, z. B. auf Jahrmärkten, erwerben konnte.
Das Kochbuch der Augsburgerin Philippine Welser, von etwa 1545, ist ein handschriftliches Buch aus einer Zeit, in der die Buchdruckkunst handgeschriebene Bücher bereits weitgehend in das Private verdrängt hatte. Philippine entstammte einem edlen Patriziergeschlecht und hatte in einer heimlichen Ehe den Erzherzog Ferdinand II. geheiratet. Der Hauptteil des Buches wurde um 1545 für die damals 18-jährige Philippine geschrieben. Sie selbst und eine weitere Person fügten, auch noch ungefähr 20 Jahre später, weitere Rezepte hinzu. Das Buch spiegelt hauptsächlich die Essgewohnheiten einer Augsburger Patrizierfamilie und nicht so sehr die eines Tiroler Hofes wider, was auch aus der Entstehungszeit, weit vor der fürstlichen Verbindung, geschlossen werden kann.

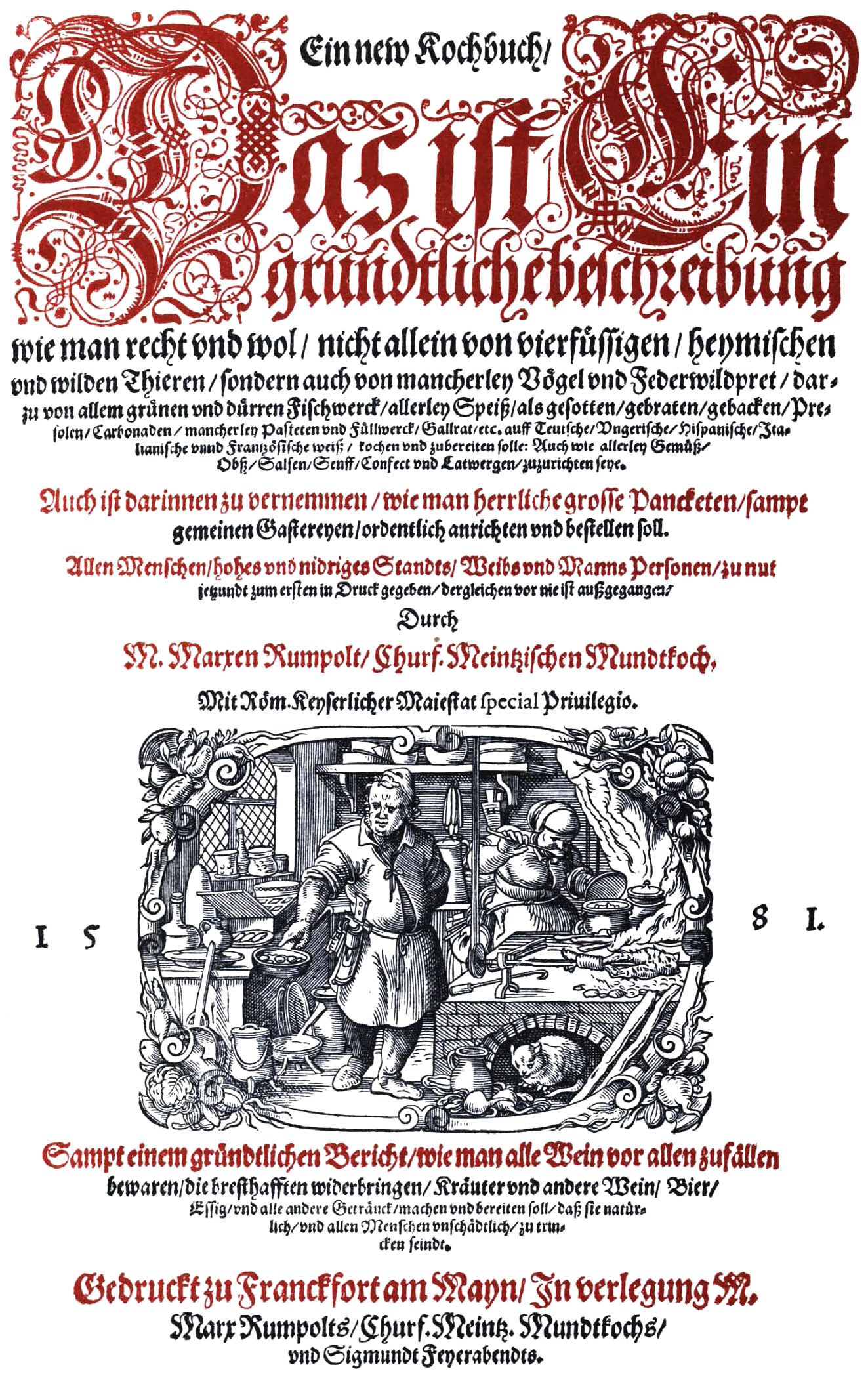
Ein new Kochbuch, Marx Rumpolt, 1581

Ein spezielles Kochbuch für Kranke mit dem Titel New Kochbuch für die Krancken schrieb 1545 der Arzt Walther Hermann Ryff. Es erlebte sechs Auflagen.
1570 erschien, mit päpstlichen Privilegien, das sechsbändige Kochbuch L’Opera. Autor war Bartolomeo Scappi, welcher im Dienste von mehreren Päpsten stand. Dieses Werk gab die ersten Anstöße zur kulinarischen Erneuerung und ist das erste große Lehrbuch der Renaissance-Küche. Fünfzig Jahre später, als es in Italien nicht mehr gedruckt wurde, wurde es ins Französische übersetzt.
Marx Rumpolt, ein gebürtiger Ungar, ist der Autor des 1581 erschienenen Ein new Kochbuch. Es wurde vom Verleger Sigmund Feyerabend in Frankfurt am Main herausgebracht. Rumpolt, ein bekannter und erfahrener Küchenmeister seiner Zunft, war der Mundkoch des Mainzischen Erzbischofs Wolfgang von Dalberg. Es handelt sich bei diesem Buch zum größten Teil um eine ausführliche Auflistung, was man mit den verschiedenen Lebensmitteln anstellen kann, mit kurzen Beschreibungen, wie dabei zu verfahren sei. Die dafür benötigten Grundlagen setzte er als bekannt voraus, bzw. er erwartete, dass man diese von einem erfahrenen Koch erlerne. Somit war Rumpolt in Deutschland einer der ersten namentlich bekannten Meister, die das fortgeschrittene Wissen seiner Zunft allgemein zugänglich machte. Aufgrund seiner Größe und reichlichen Ausstattung durch Holzschnittabbildungen war es ein teures Lesevergnügen seiner Zeit. Trotzdem war dieses berufskundliche Werk sehr erfolgreich und erlebte mehrere Auflagen.
Ein ähnliches, norddeutsch geprägtes Werk, wurde 1594 mit dem Kunstbuch von mancherley Essen von Frantz de Rontzier herausgebracht. Er war zum Zeitpunkt der Veröffentlichung langjähriger Fürstlicher Braunschweigischer Mundkoch im Dienste der Herzöge von Braunschweig-Lüneburg. Sein Herr, Herzog Heinrich Julius, hatte dieses Werk bei ihm in Auftrag gegeben. Da er weder lesen noch schreiben konnte, diktierte er das Buch in niederdeutscher Sprache einem Schreiber. Der übersetzte dies, nicht immer korrekt, in die hochdeutsche Sprache. Die dargestellten Rezepte sind teilweise noch aufwendiger als bei Rumpolt. Abbildungen fehlen dem Buch aber, und es ist unübersichtlicher gestaltet. Die Erklärungen sind dahingehend ausführlicher und weisen einen starken Hang des Autors zum (Über)würzen der Speisen aus. Auch die mittelalterlichen diätischen Regeln hält er ein. Wohl aufgrund der sprachlichen Probleme, der fehlenden Abbildungen und des Vertriebs durch die gerade erst gegründete lokale Druckerei in Wolfenbüttel fand dieses Buch trotz seiner hochwertigen Darstellung keine hohe Verbreitung.
Zwischen 1559 und ca. 1610 entstand in Chur am Bischöflichen Schloss das Kochbuch Ein schön Kochbuch 1559, das als das älteste Kochbuch der Schweiz gilt.

### Neuzeit

#### 17. Jahrhundert
Ein köstlich new Kochbuch, von der in Basel geborenen Anna Wecker geschrieben und 1598 in 2. Auflage in Amberg erschienen, ist das erste gedruckte deutsche Kochbuch, das von einer Frau geschrieben wurde. Sie war die Ehefrau eines damals bekannten und wohlhabenden Arztes Johann Jacob Wecker in Colmar, welcher selbst einige Schriften verfasst hatte. Neben der Führung des großen Haushalts arbeitete sie bei ihrem Mann als Diätassistentin. Den medizinischen Hintergrund merkt man ihrem Kochbuch an, denn es vermittelt gehobene diätetische Kochkunst. Obwohl die Veröffentlichung des Buches von Anna Weckerin bereits geplant war, erschien es erst nach ihrem Tode, wohl auf Betreiben des Schwiegersohnes Nicolaus Taurellus (Öchslin), der den berühmten Namen und das Werk zur Unterstützung seiner Existenz nutzte. Weitere erste von Frauen verfasste Kochbücher, die sich jedoch vor allem an Hausfrauen richteten, waren Bücher von Maria Sophia Schellhammer und Susanna Eger.
Eines der drei frühen Profi-Kochbücher (Ausbildungsbücher für Berufsköche) in deutscher Sprache wurde in Dresden geschrieben: 1611 erschien New Kunstreich und Nützliches Kochbuch von Johann Deckhardt, „curfürstlich sächsischer Küchenschreiber zu Dresden“. Der Band wurde in Leipzig gedruckt und gilt als erstes sächsisches Kochbuch und befindet sich neben einer zugehörigen Handschrift aus dem 16. Jahrhundert im Bestand der SLUB Dresden.
In England war Hannah Woolley 1661 die erste Autorin, deren Kochbücher gedruckt wurden. Ihr „Gebackener Schwan“ ist noch heute von gutem Ruf.
Die französische Küche gewann nun in Deutschland zunehmend an Einfluss. So berücksichtigten z. B. spätere Auflagen des Kochbuches der Anna Weckerin dies durch einen Anhang zur französischen Küche. Bei anderen Büchern dieser Zeit wurde ähnlich verfahren.
Immer wieder gingen Kochbücher über die pure Rezeptangabe hinaus: Sie reichten von Ratschlägen zur gesunden Ernährung und Berichten von Königshöfen bis hin zur literarischen Form des Dialogs zweier Köchinnen (wie in einem schwedischen Kochbuch von 1644, verfasst von Dietrich Mein).

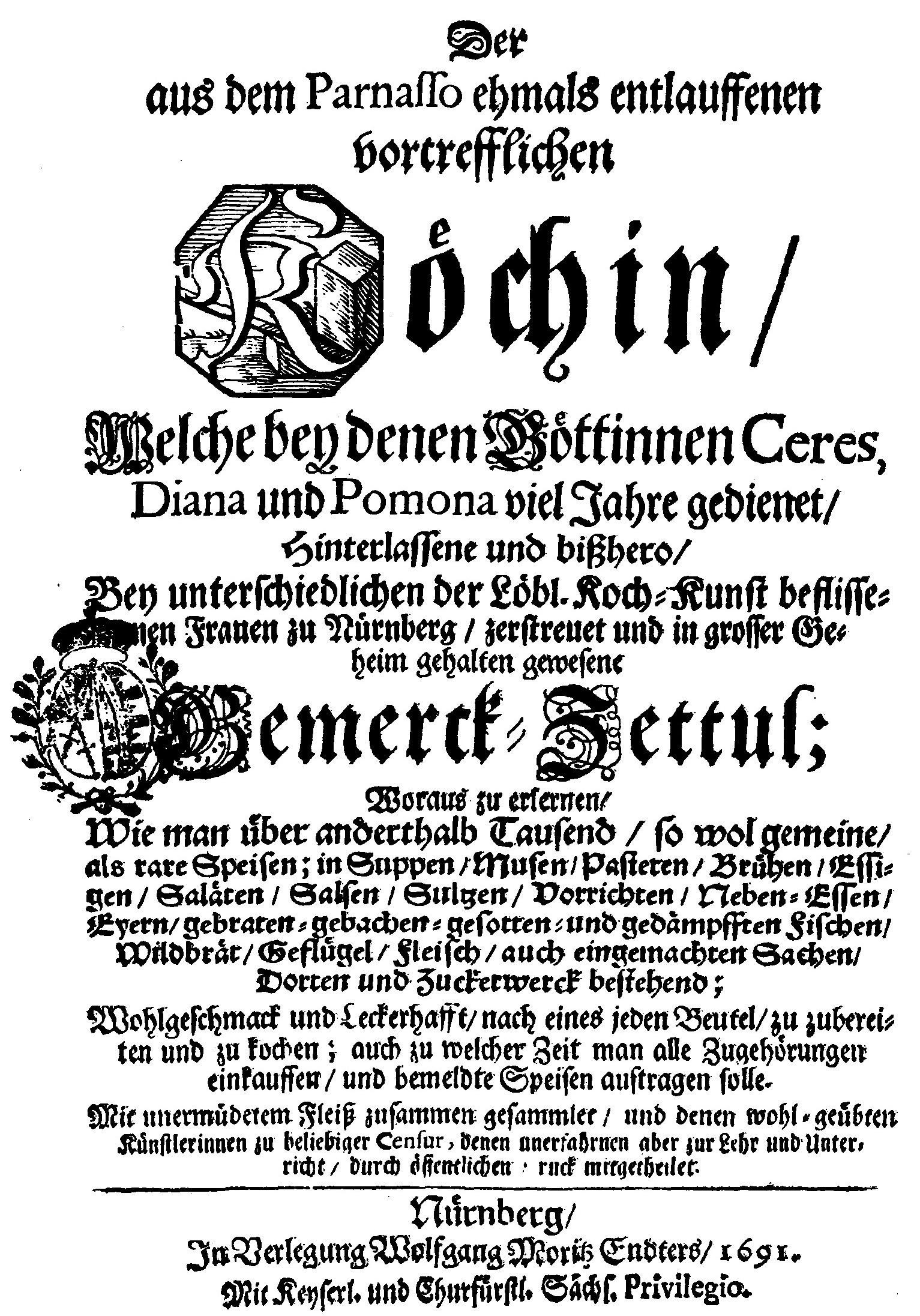
Nürnbergisches Kochbuch, 1691, Vorstellung der fiktiven Autorin

Medizinischer ging es in dem Diateticon von Johann Sigismund Elsholtz aus dem Jahre 1682 zu. Elsholtz war ein bekannter Berliner Hofmedicus sowie -botanicus im Dienste des Großen Kurfürsten von Brandenburg, Friedrich Wilhelm. Das Buch richtete sich an Schichten mit höherer geistiger Bildung und ist im ersten Teil der mittelalterlichen Kochtradition verhaftet. Da er in diesem Buch teilweise sehr weitschweifig wurde, ist es auch kulturhistorisch ein Gewinn. Dem medizinischen Teil wurde die Übersetzung eines französischen Kochbuchs angefügt.
Eines der wichtigsten französischen Werke wurde Le cuisinier François, das 1651 erstmals erschien. Verfasser war der Küchenchef des Marschalls Marquis d'Uxelles, François-Pierre de La Varenne. Er verband die italienische Kochkunst mit der französischen Regionalküche. Leichte Rezepte, unter Bewahrung der natürlichen Aromen eines Nahrungsmittels, und die Kunst der Sauce wurden von ihm propagiert. Zu seinem Tod galt seine Kochkunst als veraltet. Béchamel, Vatel und Brillat-Savarin wurden dann die Vertreter einer neuen Ära der französischen Küche unter Ludwig XIV.
Das Nürnberger Kochbuch von 1691 war mit rund anderthalbtausend Rezepten sehr umfangreich. Es fußte noch auf der mittelalterlichen deutschen Kochtradition und erschien im renommierten Nürnberger Verlag des Wolfgang Moritz Endter. Es sollte sich mehr an die Hausfrau mittelständischer Familien denn an Berufsköche richten. Erarbeitet wurde das Buch von mehreren Personen, wobei aber die erste Frau des Verlegers, Anna Juliana, wohl die Hauptsammelarbeit erbrachte. Als Autorin wurde jedenfalls eine fiktive Person mit poetischem Hintergrund vorgestellt. Dieses Buch erreichte drei Auflagen, bevor es durch den wachsenden französischen Einfluss in Vergessenheit geriet. Im gleichen Verlag erschienen eine Reihe weiterer Kochbücher, die dieses Werk ergänzten bzw. darauf basierten.

#### 18. Jahrhundert

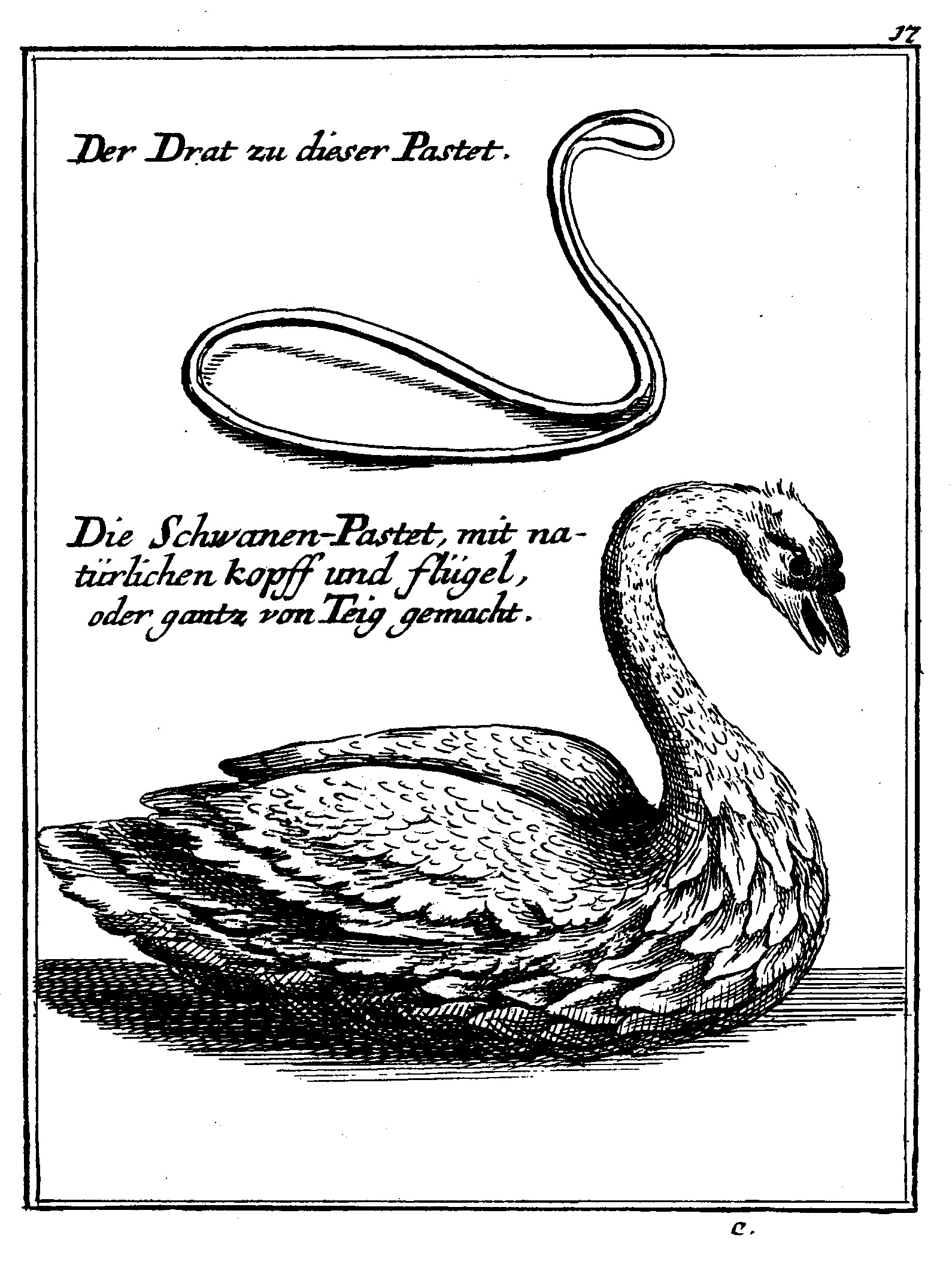
Kupferstich zum Aufbau einer Schwanenpastete aus dem Saltzburgischen Kochbuch, 1719

Das Saltzburgische Kochbuch, vom Berufskoch Conrad Hagger im Jahre 1719 veröffentlicht, gehört mit ungefähr 1700 Seiten, aufgeteilt auf zwei Bände, zu den umfangreichsten deutschen Werken seiner Zeit. Geschrieben hatte er es für seine Kollegen und Berufsanfänger. Es ist somit eher als Fachbuch ausgelegt. Es besitzt mehrere ausführliche Register und eine reichliche Bebilderung zum Aufbau von Pasteten, Torten o. Ä. Hagger war Hoch-Fürstlicher Saltzburgischer Stadt- und Landschaftskoch im Dienste des Erzbischofs von Salzburg, Franz Anton von Harrach. Dieses Werk weist deutlich italienische, französische und spanische Einflüsse auf, zeigt aber auch anhand von einigem Althergebrachten, das später nicht mehr praktiziert wurde, dass der Autor ein Kind der Übergangszeit war. So hielt er die Regeln des „Temperierens“ in vielen Rezepten ein, was z. B. dazu führte, dass Aal mit Zucker und Zimt bestreut wurde. An werbetechnischen Einfällen mangelte es auch unseren Vorfahren nicht. So bot Hagger Zweiflern an, ihnen alles vorzukochen, solange sie die Rechnung zahlten.
Das Leipziger Kochbuch von Susanna Eger aus dem Jahre 1706 erschien bis 1745 in fünf Auflagen im Verlag von Jacob Schuster, geriet dann aber in Vergessenheit. Mit rund 900 Rezepten ist es deutlich kleiner als andere Werke dieser Art aber doch immer noch recht umfangreich. Zu einem Standardwerk wurde es nicht. Susanne Eger war aller Wahrscheinlichkeit nach eine lokal bekannte Berufsköchin, die sich mit ihrem Buch an Anfänger richten wollte. Das Buch war tendenziell auf das sächsische Bürgertum zugeschnitten. Man merkt dem Buch an, dass sich die Angabe der Mengen immer mehr durchsetzte. Abgerundet wurde das Buch mit einigen Anhängen, wie Umrechnungstabellen für Münzen und Gewichte.
Das allerneuste Pariser Kochbuch wurde 1752 vom Straßburger Verleger Amandus König herausgebracht. Dieses Buch bekennt offen, was auch in den anderen Büchern praktiziert wurde, nämlich, dass die Rezepte aus anderen Kochbüchern, in diesem Fall französischen, exzerpiert und ergänzt wurden. Überflüssiges wurde weggelassen, um ein preiswertes Buch zu schaffen. Dabei wurde auf einfache Rezepte verzichtet; es ist also ein Kochbuch für die anspruchsvolle Küche. Eine weitere Neuerung ist der Verzicht auf die Beschreibung der medizinischen Eigenschaften der Speisen. Dafür gibt es Beschreibungen über Parfums, Haarwasser und Puder. Althergebracht ist die Darstellung der als gesellschaftlich wichtig erachteten Tranchierkunst.
Sprachlich ist es bereits moderner als die vorhergehenden und lässt sich somit deutlich leichter lesen aber auch inhaltlich nachvollziehen. Allerdings folgt es in der ungenauen Angabe der Mengen eher der älteren Tradition. Dieses Buch erfuhr eine weite Verbreitung, doch schon wenige Jahrzehnte später setzte die Entfranzösisierung ein, woraus die bürgerlichen Kochbücher mit genauen Mengenangaben und mit einer stärkeren Beschäftigung der regionalen Besonderheiten entstanden. Auch nahm die Alphabetisierung der Bevölkerung im Zuge der Aufklärung zu, wobei Kochbücher für alle, wie sie mittlerweile in fast jedem Haushalt zu finden sind, aufkamen.

#### 19. Jahrhundert
Um 1791 entstand in Stuttgart das von Friederike Luise Löffler geschriebene Neue Kochbuch, eines der wenigen Bücher, die in den Koalitionskriegszeiten von 1792 bis 1815 gegen Napoleon den Steinkopf-Verlag am Leben erhielten. Zunächst war das Kochbuch in Süddeutschland sehr verbreitet, fand aber dann auch immer mehr Beachtung im restlichen deutschen Raum. Es erlebte 38 Auflagen bis ins 20. Jahrhundert hinein. Pseudonyme wie Charlotte Löffler oder A. Löfflerin versuchten den bekannten Namen auszunutzen. Ihre Tochter Henriette Huttenlocher, geborene Löffler (1780–1848), führte die Tradition fort. Sie veröffentlichte 1843 das Neuste Kochbuch für bürgerliche Haushaltungen unter ihrem Geburtsnamen Löffler. Dies führte zu einem Gerichtsprozess, der in einem Verbot zur Verwendung ihres Geburtsnamens endete.
Sophie Wilhelmine Scheibler geborene Koblanck gab ein weiteres wichtiges Kochbuch heraus, das Allgemeine deutsche Kochbuch für bürgerliche Haushaltungen. Es erschien 1815 in Berlin, viele Auflagen folgten. Dieses Buch war das wichtigste Konkurrenzprodukt zu den Kochbüchern von Henriette Davidis.
Der Kunstschriftsteller Carl Friedrich von Rumohr ging 1822 mit seinem Buch Geist der Kochkunst einen anderen Weg. Anstatt in genauen Vorschriften einzelne Rezepte vorzustellen, beschreibt er in einem Prosatext das Wesen der einzelnen Lebensmittel sowie Garverfahren und erklärt wie man deren natürlichen Geschmack beibehält bzw. hebt. Die Mengenangaben sind dagegen ungenau. In der Art der Zubereitung ist er beeinflusst von der französischen und italienischen Küche, obwohl er deren Einflüsse auf die deutsche Küche stark kritisiert.
Ein bekannter deutscher Koch des 19. Jahrhunderts und Verfasser eines wichtigen Kochbuchs war Johann Rottenhöfer (1806–1872). Der spätere Haushofmeister der bayerischen Könige Maximilian II. und Ludwig II. war ein Repräsentant der gehobenen „höfischen“ Küche. Er war „Mundkoch“ am bayerischen Königshof in München, was nach der Oekonomischen Encyklopädie der Staats-, Stadt-, Haus- und Landwirthschaft  bedeutet, dass er – im Unterschied zum „Hofkoch“ – ausschließlich Speisen für die „herrschaftliche Tafel“ zubereitete, also für die königliche Familie und ihre Gäste. 1858 veröffentlichte Rottenhöfer sein Kochbuch Anweisung in der feinen Kochkunst, das mit seinen 2345 Rezepten noch Jahrzehnte nach seinem Tod von den Köchen benutzt wurde. Bessere Bücher standen dem Berufskoch lange Zeit nicht zur Verfügung. Spätere Ausgaben erschienen auch unter dem Titel Illustriertes Kochbuch. 1893 erschien bereits die 7. Auflage, mit zahlreichen Holzstichillustrationen. Rottenhöfers Kochbuch stellt den Abschluss einer Epoche dar, die schlagartig mit dem Ersten Weltkrieg endete. Es fasst die kulinarischen Errungenschaften des 18. und 19. Jahrhunderts akkurat zusammen und schließt das Kapitel damit zugleich ab. Für die Diätküche und gesunde Ernährung verfasste Theodor Hahn (1824–1883) eine ganze Reihe Kochbüchern.

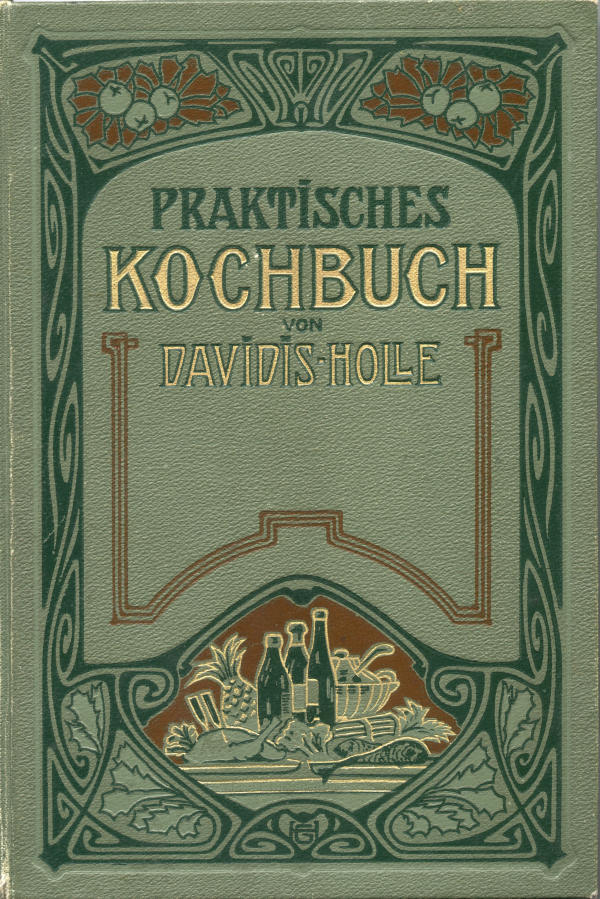
Henriette Davidis (bearbeitet von Luise Holle): Praktisches Kochbuch, 41. Aufl. 1904

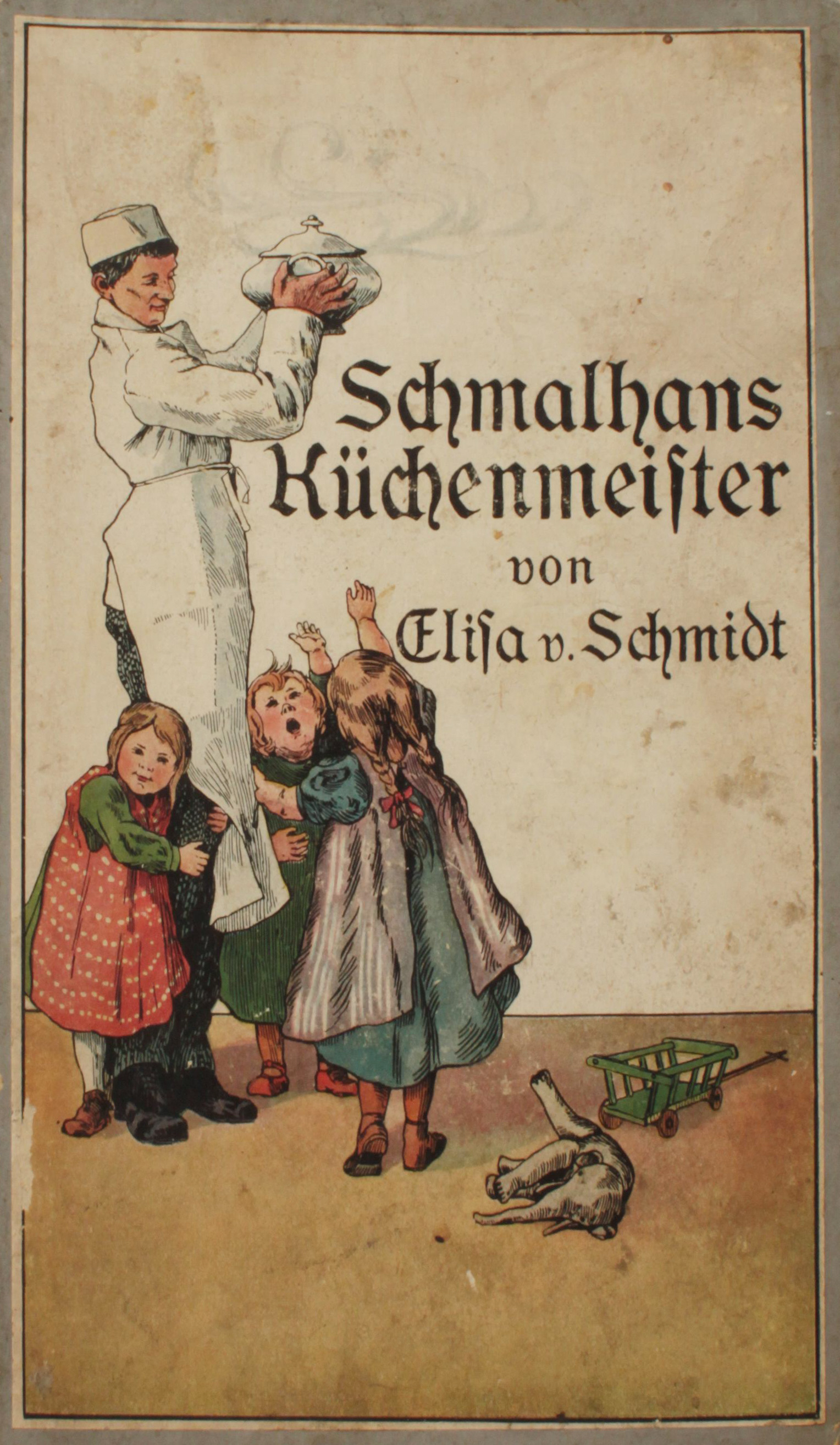
Vorderer Buchdeckel mit Umschlagillustration von: Elisa von Schmidt: Schmalhans Küchenmeister. Ein Teuerungskochbuch für bessersituierte Stände. Spemann, Stuttgart 1913

Die wohl berühmteste deutsche Kochbuchautorin ist Henriette Davidis (1801–1876), die 1844 das in vielen Auflagen erschienene Praktische Kochbuch im Bielefelder Verlag Velhagen & Klasing herausbrachte. Nach ihrem Tod wurden neue Ausgaben nacheinander von Luise Rosendorf, Luise Holle, Ida Schulze und Erna Horn betreut. Nachdem 1906 die urheberliche Schutzfrist ablief, brachten viele Verlage Davidis-Kochbücher mit eigenen Bearbeitungen auf den Markt. Heute erinnert das Henriette-Davidis-Museum in Wetter-Wengern an die berühmte Köchin. Ihr englisches Pendant Isabella Beeton, bekannt als Mrs Beeton, veröffentlichte 1861 ihr Book of Household Management, das, ähnlich wie Davidis' Praktisches Kochbuch, eine Vorreiterrolle für zahlreiche weitere Koch- und Haushaltungsbücher einnahm.
Das 1867 erstmals erschienene Regensburger Kochbuch erlebte 100 Auflagen.
Viele Auflagen erlebte auch das Illustrirte Kochbuch von Friederike Ritter, welches die zunehmende Bebilderung aufzeigt. Die 20. Auflage entstand 1881 in Dresden.
In Italien wurde das von Pellegrino Artusi im Jahr 1891 publizierte La scienza in cucina e l’arte di mangiar bene zu einem Bestseller im 19. und 20. Jahrhundert.

#### 20. Jahrhundert
Im 20. Jahrhundert wurden Kochbücher mit exakten Mengen- und Temperaturangaben üblich, sie zeigen oft Bild für Bild die Zubereitung aller beschriebenen Gerichte. Infolge der Internationalisierung der Küche durch Tourismus und Einwanderung widmet sich ein großer Teil der populären Kochbücher den Küchen anderer Länder.
Zu den Standardwerken der europäischen Küche gehören Le Cuisinier François (1651) von François-Pierre de La Varenne, L’art de la Cuisine française von Marie-Antoine Carême (1833), Das Menue von Ernst von Malortie (3. Aufl. 1887/88) und George Auguste Escoffiers Le Guide culinaire (1902).
Eher der kompakten Darstellungsweise der mittelalterlichen Tradition folgt das seit 1907 erscheinende Lexikon der Küche von Richard Hering für den deutschen Fachkundigen. Es bietet sehr viele Rezepturen im Telegrammstil, wobei Mengenangaben zumeist fehlen. Von vielen Köchen wird, trotz oder gerade wegen der starken Strukturierung, die Unübersichtlichkeit bemängelt, wodurch eine gewisse Einarbeitungszeit erforderlich ist. Trotzdem kann man davon ausgehen, dass dieses Werk unter den deutschen Köchen sehr verbreitet ist.
Eine noch weitere Verbreitung in Fachkreisen hat das Lehrwerk Der junge Koch von Klinger/Grüner/Metz. Dieses seit 1937 in vielen Auflagen erschienene Fachbuch dürfte fast jeder deutsche gelernte Koch besitzen, da es ein seit zwei Generationen in Berufsschulen verwendetes Standardwerk darstellt. Neben ausführlichen warenkundlichen und allgemeinen verfahrenstechnischen Darstellungen enthält es ein breites Angebot von detailliert beschriebenen Standardrezepten.
In der Spitzengastronomie sehr verbreitet ist Der große Larousse Gastronomique. Das französische Original heißt Le Grand Larousse Gastronomique und erscheint seit 1938 in regelmäßigen Auflagen. Die deutsche Übersetzung ist seit 1998 erhältlich. 4000 Einträge, 1700 Fotos, 2500 Rezepte. Der Aufbau ist etwas unübersichtlich, aber es ist die weltgrößte Koch-Enzyklopädie. Unter der Leitung von Joël Robuchon schreiben u. a. viele große Küchenchefs, z. B. Paul Bocuse, Ferran Adrià, Eckart Witzigmann, Marc Haeberlin. Auch wenn die französische Küche bevorzugt dargestellt wird, bleibt es das fundamentale Nachschlagewerk.
Erfolgreiche deutschsprachige Schulkochbücher des 20. Jahrhunderts für den hauswirtschaftlichen Unterricht sind das erstmals 1911 erschienene Dr. Oetker Schulkochbuch und das unter dem Pseudonym Hedwig Maria Stuber 1955 erstmals veröffentlichte Ich helf dir kochen. Beide Titel erschienen über Jahrzehnte in Dutzenden Auflagen. Das 1912 erstmals erschienene Illustrierte Kochbuch für die einfache und feine Küche von Mary Hahn mit über 2000 Rezepten wurde millionenfach verkauft und erreichte 1940 die 41. Auflage. Ein von ihr veröffentlichtes Kriegskochbuch war eine Reaktion auf das zunehmend geringere Lebensmittelangebot während des Ersten Weltkriegs als viele Zutaten und Gewürze nicht mehr erhältlich waren. 
Ernst Pauli (1886–1960), der Kochkursleiter an der Schweizerischen Hotelfachschule Luzern, veröffentlichte 1930 das Standardwerk «Das Lehrbuch der Küche: Theorie und Praxis für Kochlehrlinge: Handbuch für Prüfungsexperten, Küchenchefs und Köche. Ausgezeichnetes Lehrmittel zur theoretischen Selbstausbildung für Hoteliers, Wirte und Kellner». 1960 erschien es, überarbeitet durch seinen Sohn Eugen Pauli, Wirt und Pächter des Bahnhofbuffets Olten, in der 4. Auflage und erlebt seither zahlreiche weitere Auflagen.
Frieda Nietlispach geborene Gisi (1891–1947) gilt als Wegbereiterin der modernen Küche. Ihr mit farbigen Abbildungen illustriertes Kochbuch für Hausfrauen «200 Rezepte» verkaufte sich im Erscheinungsjahr 1924 70‘000 Mal. In Zusammenarbeit mit dem Otto Walter Verlag Olten folgten weitere thematische Rezeptbücher wie «Kalte Küche», die auch in zahlreiche Fremdsprachen übersetzt wurden.
Das 1927 von Ada Boni veröffentlichte Kochbuch Il talismano della felicità sowie das im Jahr 1950 erschienene Il cucchiaio d’argento (das seitdem in mehr als 13 Sprachen übersetzt wurde) entwickelten sich im 20. Jahrhundert zu den bedeutendsten italienischen Kochbüchern, neben dem Ende des 19. Jahrhunderts veröffentlichten La scienza in cucina e l’arte di mangiar bene (siehe 19. Jahrhundert). 
In den 1950er Jahren brachte Lilo Aureden mit ihrem Bestseller Was Männern so gut schmeckt die internationale Küche nach Deutschland.

### 21. Jahrhundert
Heute nutzen viele Konsumenten Kochrezepte aus dem Internet oder schauen Anleitungsfilme auf YouTube.
2011 erschien das sechsbändige Kochbuch Modernist Cuisine: The Art and Science of Cooking. Nathan Myhrvold bezahlte drei Jahre lang 18 Köche, Techniker, Wissenschaftler und Fotografen, um die Geheimnisse der Küche zu erkunden. Die dabei entstandene Koch-Enzyklopädie wurde in die Hall of Fame der Gourmand World Cookbook Awards aufgenommen.

## Forschung und Sammlungen
Kochbücher sind wichtige Quellen der Volkskunde und der kulturgeschichtlichen Forschung.
Einer breiten Öffentlichkeit werden alte Kochbücher in volkskundlichen Museen und in speziellen Kochbuchmuseen näher gebracht.

Anschauungsmaterial zur geschichtlichen Entwicklung deutscher Kochbücher
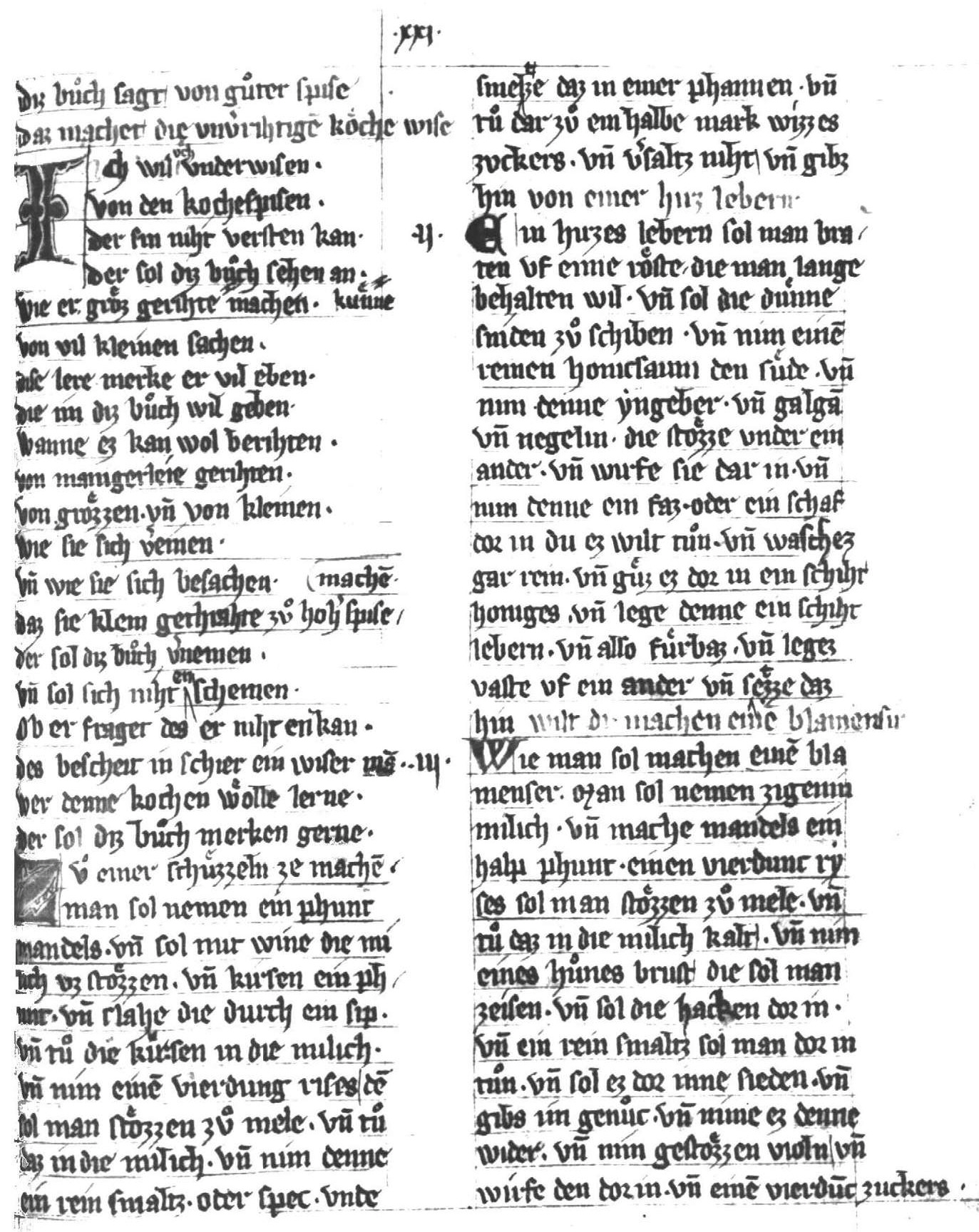
daz buch von guter spîse, um 1350
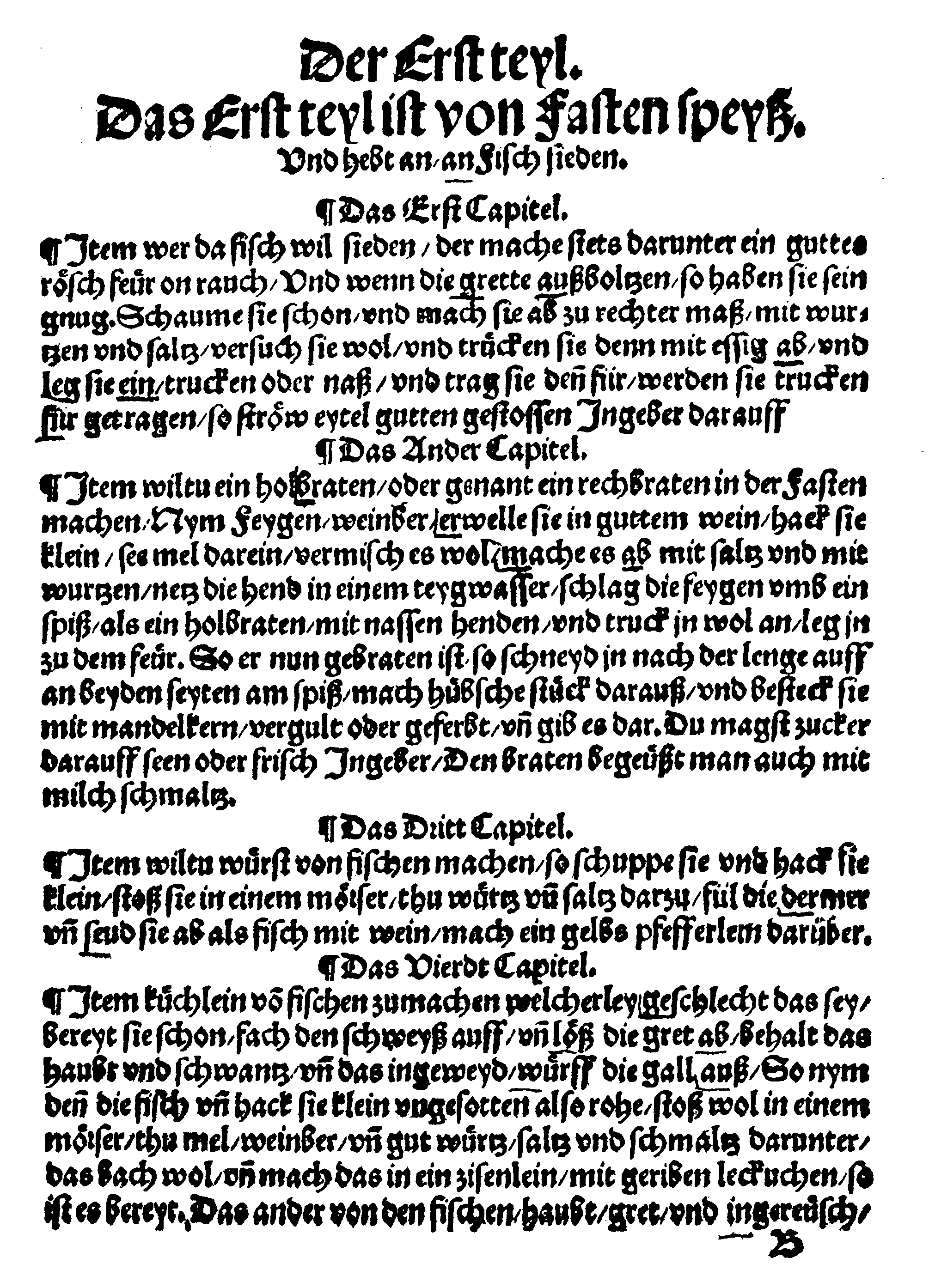
Kuchen maysterey, 1531
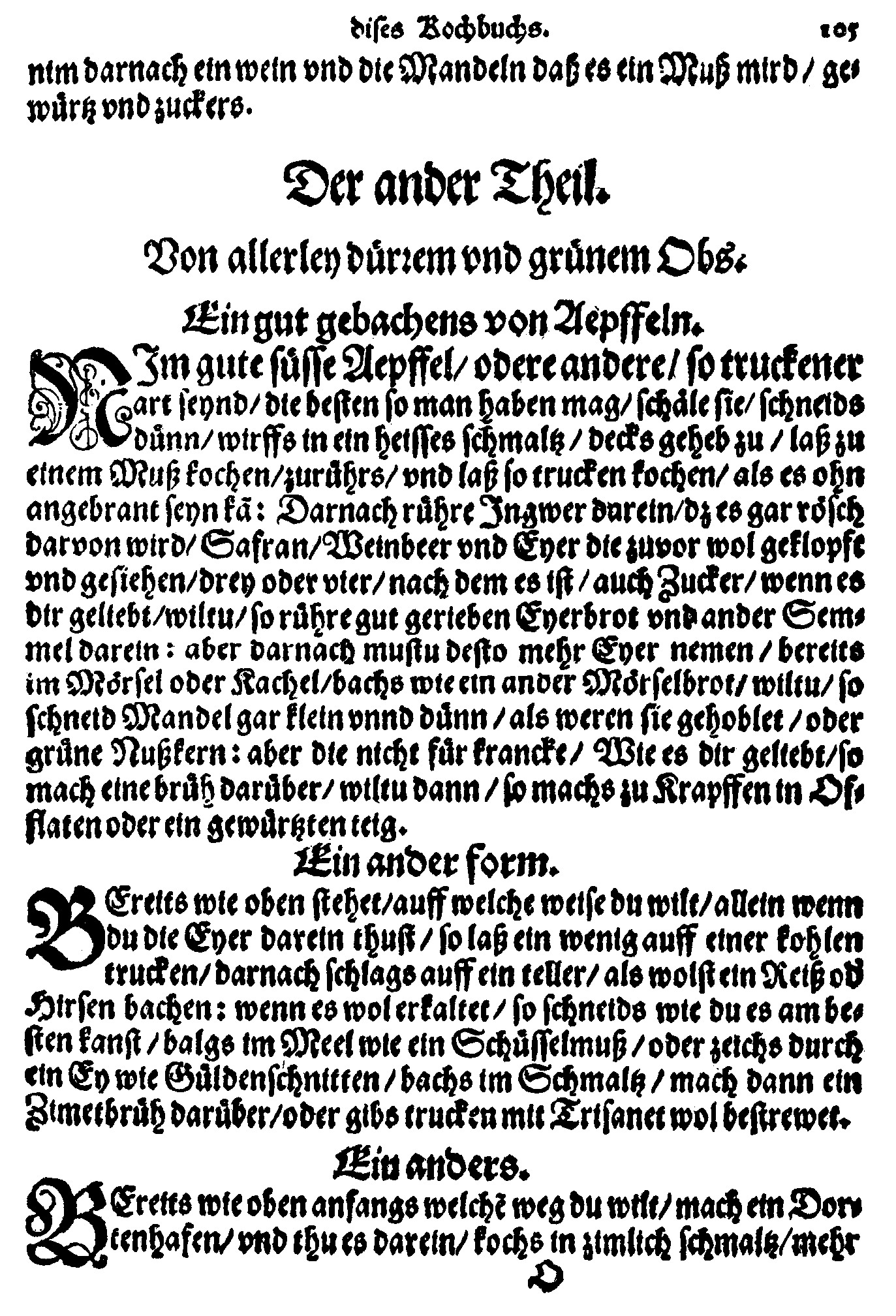
Ein köstlich new Koch-buch, Weckerin, 1598
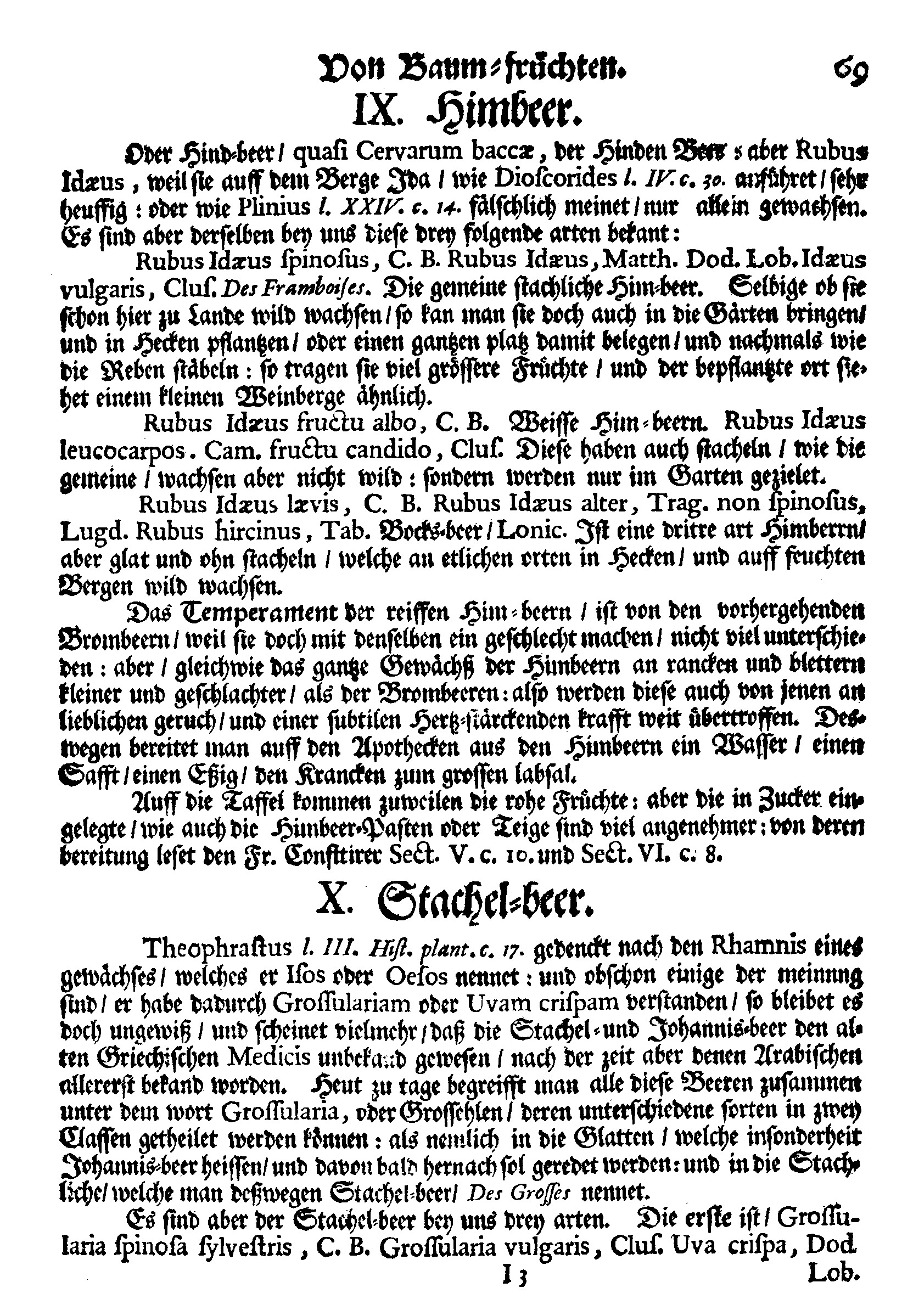
Diaeteticon, Elsholtz, 1682
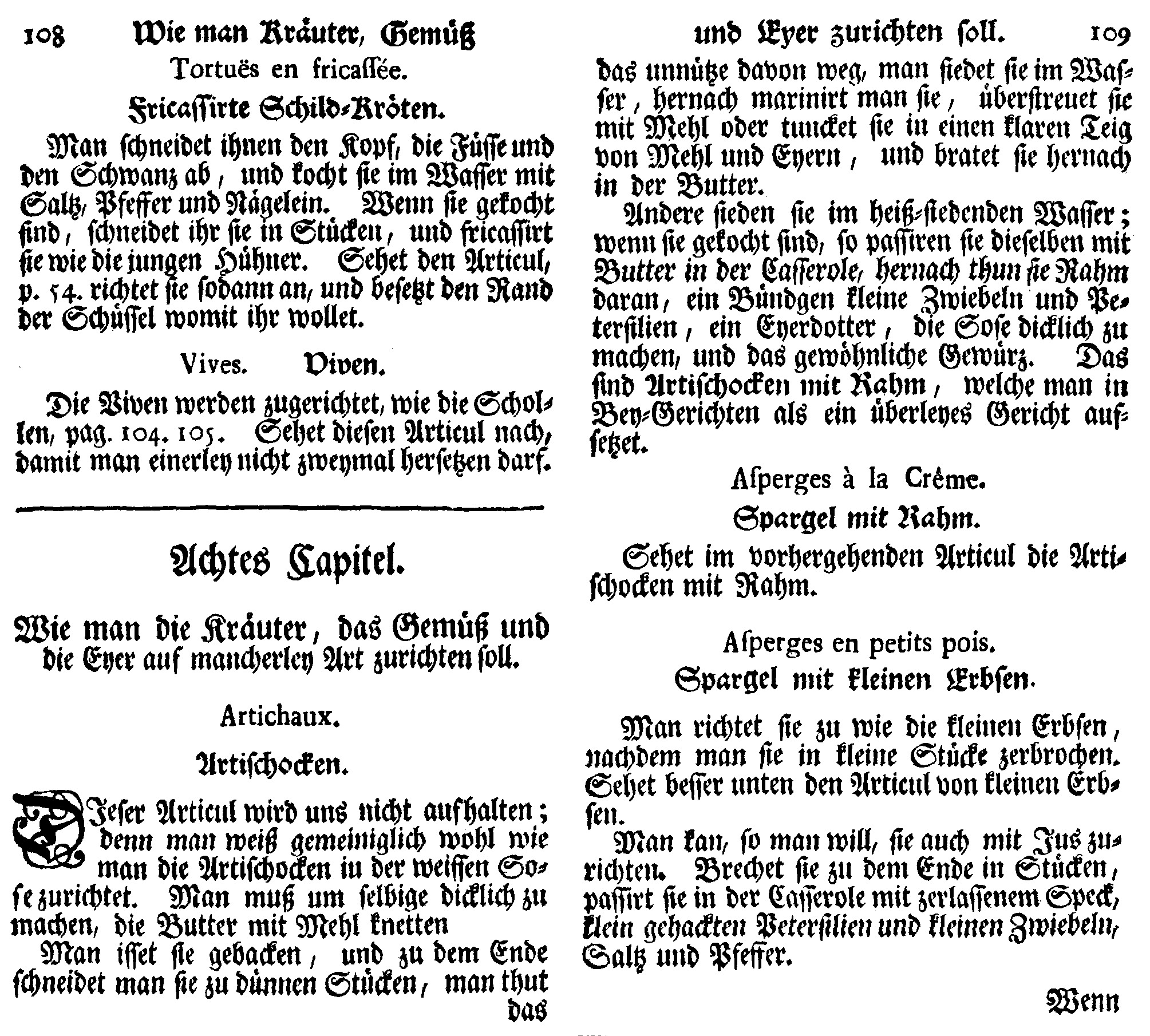
Das allerneuste Pariser Kochbuch, 1752
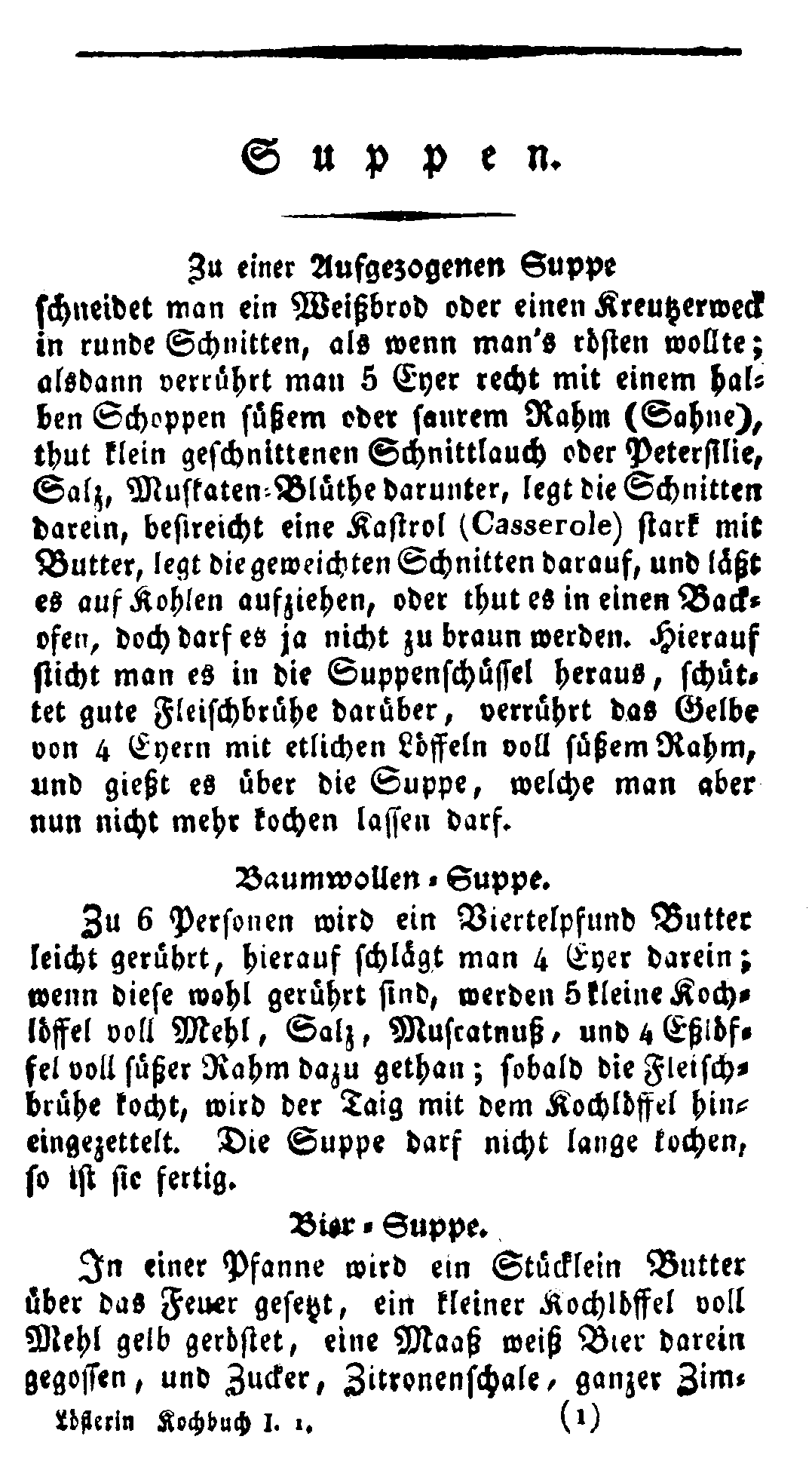
Neues Kochbuch, Löfflerin, 7. Auflage, 1824
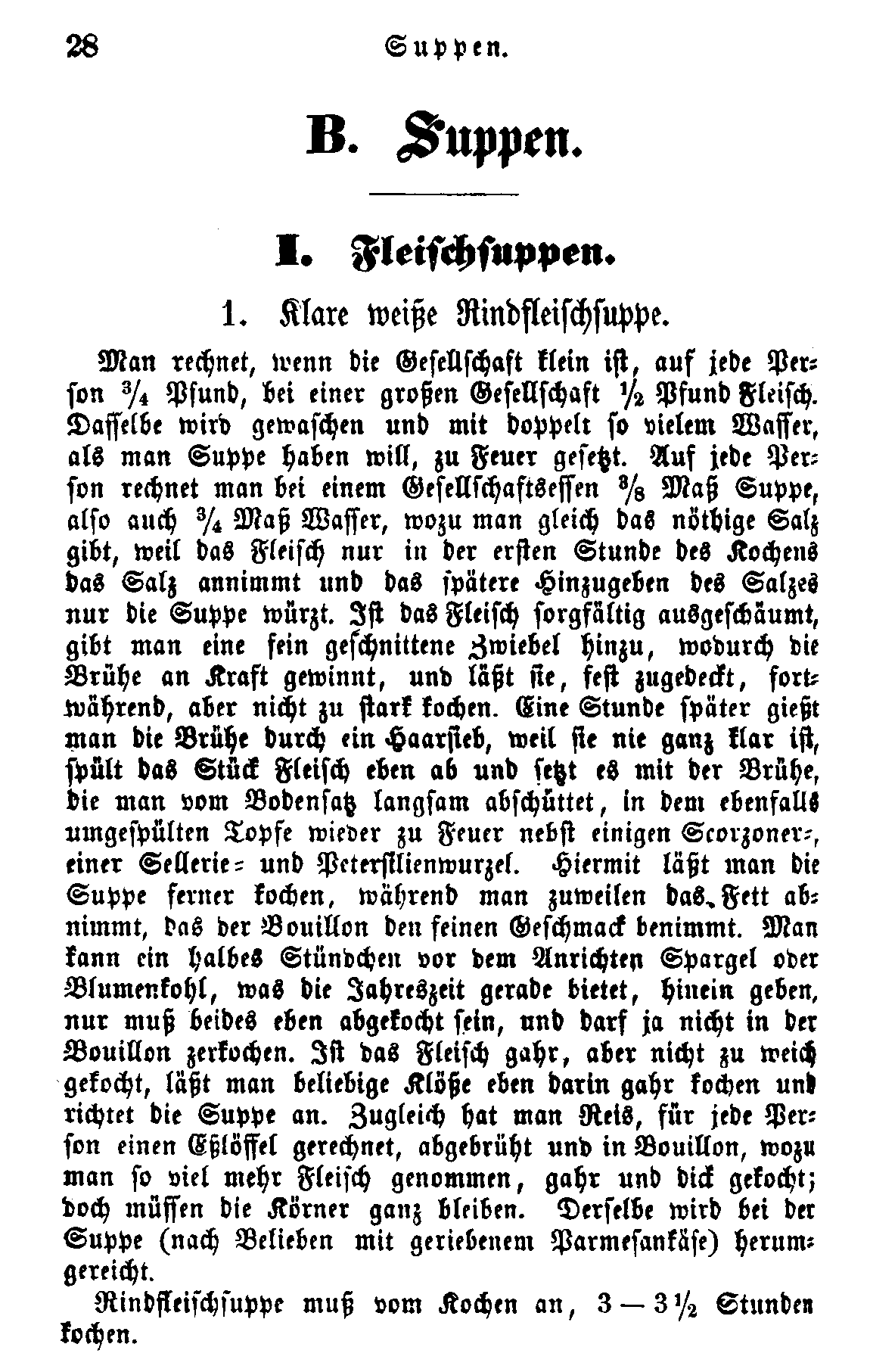
Praktisches Kochbuch Davidis, 4. Auflage, 1849
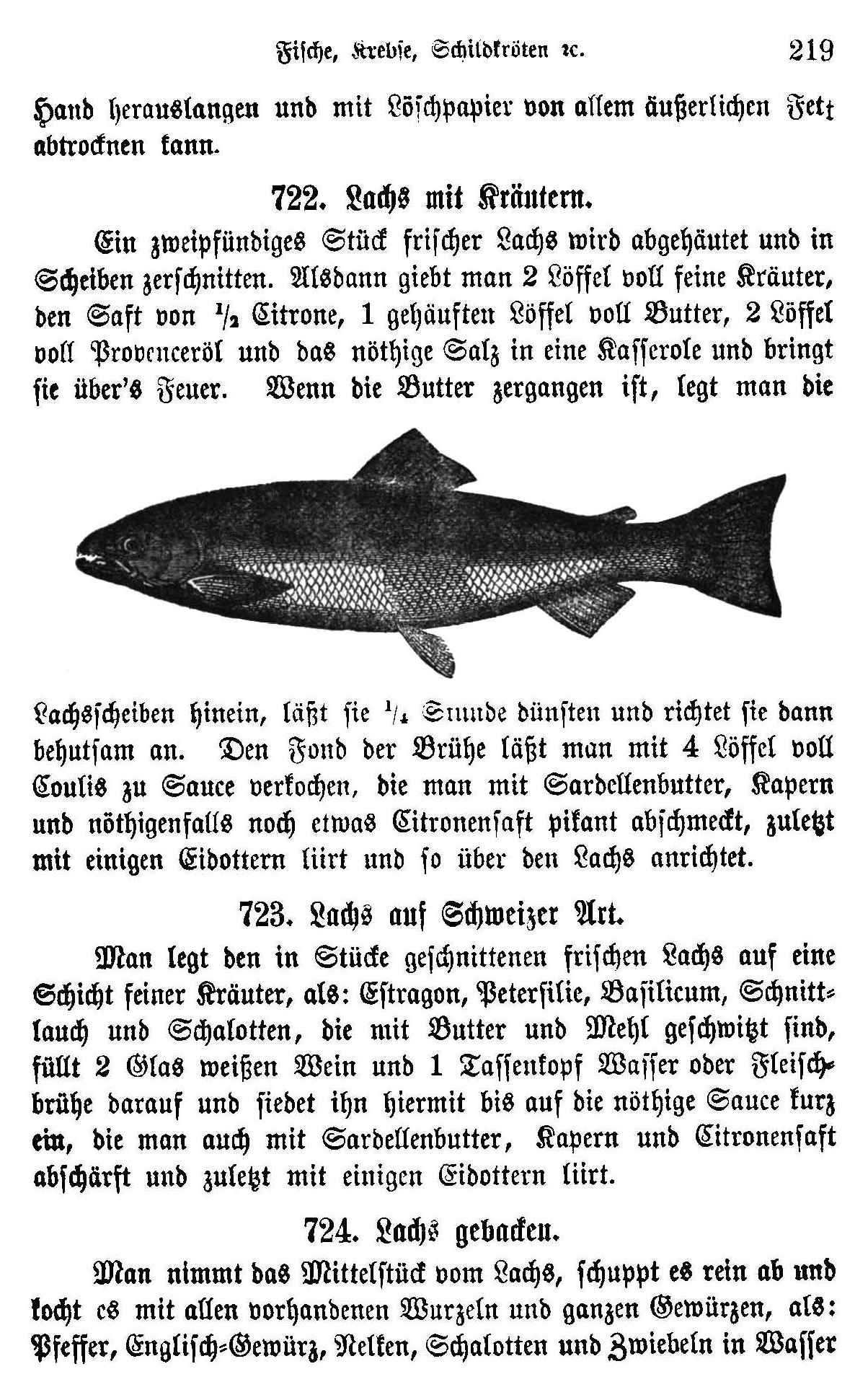
Illustrirtes Kochbuch, Ritter, 20. Auflage, 1881
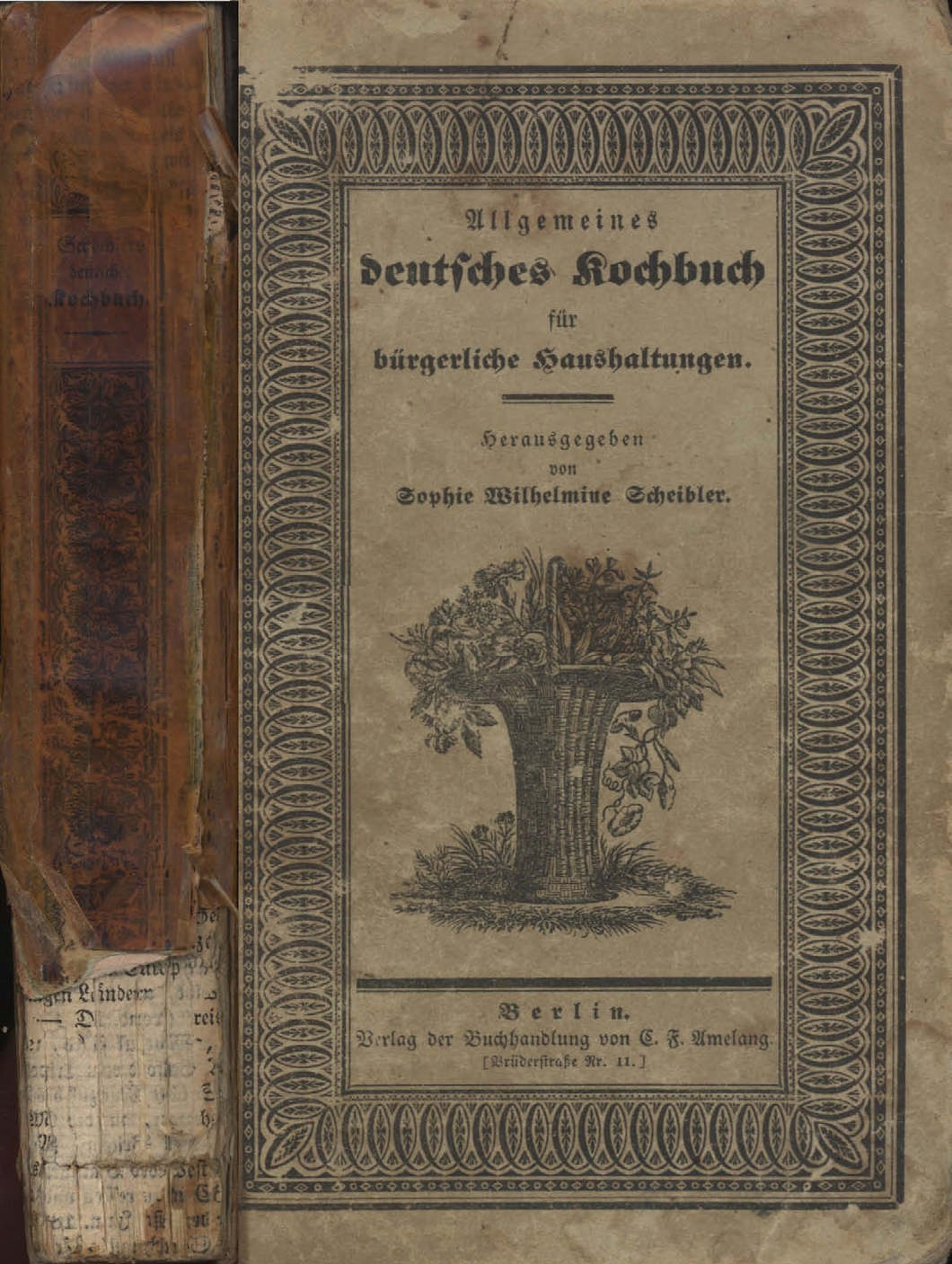
Wilhelmine Scheibler: Allgemeine Kochbuch …, 10. Auflage um 1842
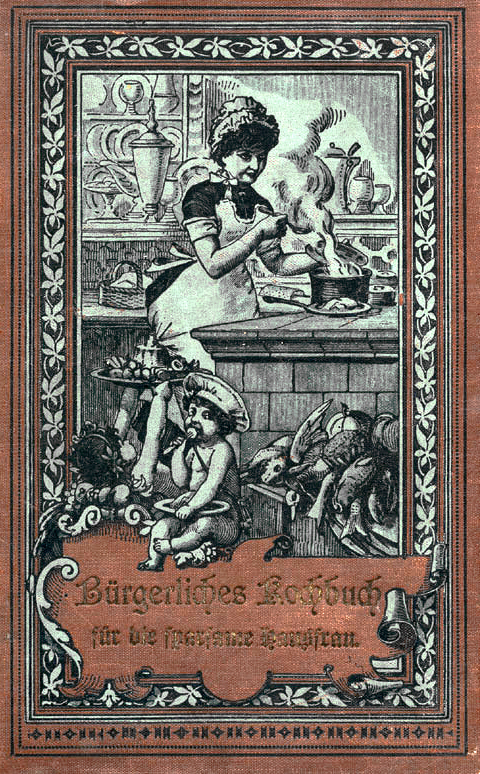
Wilhelmine Haertel: Bürgerliches Kochbuch, um 1880
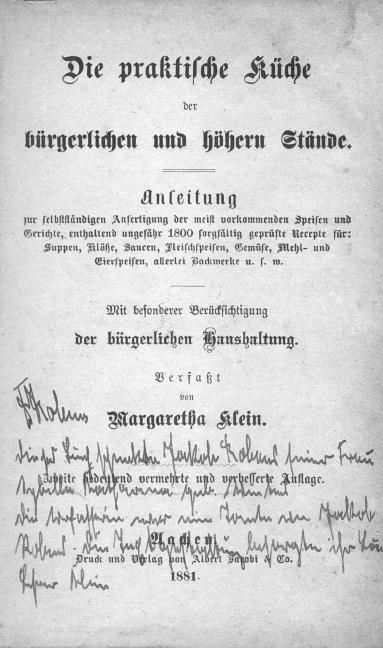
Margaretha Klein: Die praktische Küche …, 2. Auflage 1881

## Kochbuch-Editionen (Auswahl)

### Mittelalter
- Frankwalt Möhren (Hrsg.): Il libro de la cocina: Un ricettario tra Oriente e Occidente. Heidelberg University Publishing, Heidelberg 2016. DOI: 10.17885/heiup.123.151 (digitalisierte Ausgabe des Libro de la cocina aus dem 2. Drittel des 14. Jahrhunderts).
- Trude Ehlert: Münchner Kochbuchhandschriften aus dem 15. Jahrhundert. Cgm 349, 384, 467, 725, 811 und Clm 15632. Tupperware Deutschland, Frankfurt am Main 1999, ISBN 3-403-03364-3.
- Thomas Gloning, Trude Ehlert: Rheinfränkisches Kochbuch um 1445. Frankfurt am Main 1998, ISBN 3-4030-3131-4.
- R. Ehnert (Hrsg.): Kuchenmeysterey. Passau (Johann Petri) um 1486, Göppingen 1981.
- Küchenmeisterei (um 1490). Faksimile mit einer Einleitung von Hans Wegener. Seltene Frühdrucke in Nachbildung. Kommissionsverlag 1939.
- Peschke: Das Kochbuch der Renaissance. Artemis & Winkler, Düsseldorf/Zürich 1997, ISBN 3-538-07061-X.
- Manfred Lemmer, E. Schultz: Die lêre von der kocherie. Insel, Leipzig 1969, 1980. (Neben allgemeinen Bemerkungen zur mittelalterlichen Küche und dazugehörigen Schriften findet sich eine Auswahl von Rezepten und deren Übersetzung in die heutige Sprache aus vier handschriftlichen Sammlungen des 14. und 15. Jahrhunderts).
- Anita Feyl: Das Kochbuch des Eberhard von Landshut (erste Hälfte des 15. Jhs.). In: Ostbairische Grenzmarken. Band 5, 1961, S. 352–366; und dazu: Anita Feyl: Das Kochbuch Meister Eberhards. Ein Beitrag zur altdeutschen Fachliteratur. Philosophische Dissertation Freiburg im Breisgau 1963; und Anita Feyl: Das Kochbuch des Eberhard von Landshut (erste Hälfte des 15. Jhs.). In: Ostbairische Grenzmarken. Band 5, 1961, S. 352–366.
  - Vgl. dazu Melitta Weiss-Amer (= Melitta Weiss Adamson): Die ‚Physica‘ Hildegards von Bingen als Quelle für das ‚Kochbuch Meister Eberhards‘. In: Sudhoffs Archiv. Band 76, Nr. 1, 1992, S. 87–96.
- Doris Aichholzer (Hrsg.): „Wildu machen ayn guet essen …“. Drei mittelhochdeutsche Kochbücher. (= Wiener Arbeiten zur germanischen Altertumskunde und Philologie. Band 35). Lang, Bern 1999, ISBN 3-906762-44-0 (Erstedition).

### Frühe Neuzeit

#### Renaissance
- Kochbuch der Philippine Welser (um 1545). Faksimile mit Kommentar, Transkription und Glossar von Gerold Hayer. Edition Leipzig, Leipzig 1984.
- Marx Rumpolt: Ein new Kochbuch. 1581. Faksimile mit einem Nachwort von Manfred Lemmer. Edition Leipzig, Leipzig 1976
- Frantz de Rontier: Kunstbuch von mancherley Essen. 1594, Faksimile mit einem Nachwort von Manfred Lemmer, Edition Leipzig 1979.
- Anna Weckerin: Ein new Kochbuch. 1598. Nachdruck mit Kommentar von J. Arndt. Heimeran, München 1977.
- Johann Deckardt: New Kunstreich und Nützliches Kochbuch, Leipzig 1611. Herausgegeben von Georg Jänecke und Josef Matzerath, Ostfildern 20114. (Land kulinarischer Tradition. Ernährungsgeschichte in Sachsen. Reihe B – Monumenta Saxoniae Culinaria 3)

#### Barockzeitalter
- Johann Sigismund Elsholtz: Diateticon. 1682. Nachdruck mit einem Kommentar von M. Lemmer. Edition Leipzig, Leipzig 1984.
- Nürnberger Kochbuch. 1691. Nachdruck mit einem Kommentar von I. Spriewald. Edition Leipzig, Leipzig 1986.
- Conrad Hagger: Das Saltzburgisches Kochbuch. Augsburg 1719. Nachdruck mit einem Nachwort von Manfred Lemmer. Edition Leipzig, Leipzig 1977.
- Johann Albrecht Grunauer: Das vollständige und vermehrte auf die neueste Art eingerichtete Kochbuch. Nürnberg 1733; Reprint, mit einem Vorwort des Herausgebers Wolfgang Protzner. Echter, Würzburg 2008.
- Susanna Eger: Leipziger Kochbuch. 1745. Nachdruck mit einem Kommentar von M. Lemmer. Edition Leipzig, Leipzig 1984.
- Das allerneuste Pariser Kochbuch. 1752. Nachdruck mit einem Kommentar von A. Schmidt. Edition Leipzig, Leipzig 1981.
- Friederike Luise Löffler: Neues Kochbuch oder geprüfte Anweisung zur schmakhaften Zubereitung der Speisen, des Bakwerks, der Confekturen des Gefrornen und Eingemachten. Frankfurt, Leipzig 1795. (Digitalisat)

### 19. Jahrhundert
- Rumohr: Geist der Kochkunst. 1822. Neuherausgabe mit einem Kommentar von Maasen. Georg Müller, München 1922.
- Johann Rottenhöfer: Anweisung der feinen Küche unter Berücksichtigung der herrschaftlichen und bürgerlichen Küche. München 1866.